# Jack Colvin
Jack Colvin (Lyndon, Kansas, 13 de outubro de 1934 — Los Angeles, Califórnia, 1 de dezembro de 2005) foi um ator americano que trabalhou para o teatro, cinema e televisão.
Ficou conhecido interpretando o repórter Jack McGee no seriado de TV O Íncrivel Hulk, exibido entre 1978 e 1982.
Com o término da série, participaria ainda de um filme para televisão, que daria continuidade a história do Hulk como A Volta do Íncrivel Hulk. É também lembrado como Dr. Ardmore no clássico terror Brinquedo Assassino de 1988.
Em 1 de dezembro de 2005, Jack Colvin morreu vítima de um derrame cerebral, aos 71 anos.

## Filmografia
- The Rat Patrol (1966-1968; TV Series) – Lieutenant Gustav Luden
- How Sweet It Is! (1968) – Assistant Chief
- Viva Max! (1969) – Garcia
- Monte Walsh (1970) – Card Cheat
- Jeremiah Johnson (1972) – Lieutenant Mulvey
- Hickey & Boggs (1972) – Shaw
- The Life and Times of Judge Roy Bean (1972) – Pimp
- Scorpio (1973) – Thief
- The Stone Killer (1973) – Lionel Jumper
- The Terminal Man (1974) – Detective
- The Crazy World of Julius Vrooder (1974) – Sergeant
- Rooster Cogburn (1975) – Red
- The Bionic Woman (1976, TV Series) Kill Oscar - Baron Constantine
- Embryo (1976) – Dr. Jim Winston
- Exo-Man (1977) – Martin
- Quincy, M.E. (1977, 1982; Television Series) – Ross; Bill Legget
- The Incredible Hulk (1977–1982; TV series) – Jack McGee
- The Incredible Hulk Returns (1988; TV movie) – Jack McGee
- Child's Play (1988) – Dr. Ardmore